# Hoogstraalia novaeguineae
Hoogstraalia novaeguineae är en loppart som beskrevs av Holland 1969. Hoogstraalia novaeguineae ingår i släktet Hoogstraalia och familjen Pygiopsyllidae. Inga underarter finns listade i Catalogue of Life.